# Fabio Rovazzi

Logo 2016

Fabio Rovazzi (* 18. Januar 1994 in Mailand als Fabio Piccolrovazzi) ist ein italienischer Sänger, Internet-Komiker und Schauspieler, der 2016 durch den Erfolg seines satirischen Songs Andiamo a comandare bekannt wurde.

## Werdegang
Rovazzi stammt aus dem Mailänder Viertel Lambrate im Nordosten der Stadt. Er besuchte dort das Kunstgymnasium, das er jedoch ohne Matura abbrach. Durch Jobs in Diskotheken kam er mit dem Produzieren von Videos in Berührung. Im November 2014 begann er mit dem Veröffentlichen kurzer Videos auf seiner Facebook-Seite. Seine Beiträge sind hauptsächlich humoristischer Natur, Rovazzi selbst versteht sich als „Web-Komiker“. Mit wachsender Popularität arbeitete er mit diversen italienischen Webvideoproduzenten sowie dem Rapper Fedez zusammen. Im Juni 2015 erschien das Musikvideo Non c’è due senza trash von Fedez, in dem neben J-Ax und Rocco Siffredi auch Rovazzi auftrat. Außerdem trat Rovazzi Ende 2015 in der Late-Night-Show Sorci verdi von J-Ax auf Rai 2 in Erscheinung.
Anfang 2016 eröffnete Rovazzi auch einen YouTube-Kanal. Auf diesem erschien am 28. Februar das Video zu Rovazzis erstem Lied Andiamo a comandare, das er bei Universal Music veröffentlichte. Im Video haben erneut andere YouTuber sowie J-Ax & Fedez Gastauftritte. Das satirische Lied erreichte eine unvermutete Popularität, stieg Ende Juni in die Top 10 der italienischen Charts auf und brachte Rovazzi durch Streaming mittlerweile Fünffachplatin ein. In der Folge trat er auch beim Coca-Cola Summer Festival 2016 auf. Ende des Jahres legte Rovazzi mit Tutto molto interessante die zweite Single vor, die ebenfalls die Chartspitze erreichte.
Am 19. Mai 2017 meldete sich Rovazzi, nachdem er kurz zuvor einen Gastauftritt im Video Senza pagare von J-Ax und Fedez hatte, mit dem Musikvideo zu Volare zurück, an dem auch Gianni Morandi beteiligt ist. Im Video sind (neben J-Ax und Fedez) u. a. Koautor Danti und Lodovica Comello zu sehen. 2018 erschien der Film Il vegetale von Gennaro Nunziante, in dem Rovazzi die Hauptrolle an der Seite von Luca Zingaretti übernommen hat.

## Diskografie
Singles

| Jahr | Titel Album                | Höchstplatzierung, Gesamtwochen, AuszeichnungChartsChartplatzierungen (Jahr, Titel, Album, Platzierungen, Wochen, Auszeichnungen, Anmerkungen) | Anmerkungen                                                                          |
| Jahr | Titel Album                | IT | Anmerkungen                                                                          |
| ---- | -------------------------- | --- | ------------------------------------------------------------------------------------ |
| 2016 | Andiamo a comandare –      | IT1 ×5Fünffachplatin · (32 Wo.)IT | Erstveröffentlichung: 18. März 2016 Universal Music Verkäufe: + 250.000              |
| 2016 | Tutto molto interessante – | IT1 ×3Dreifachplatin · (13 Wo.)IT | Erstveröffentlichung: 2. Dezember 2016 Verkäufe: + 150.000                           |
| 2017 | Volare –                   | IT2 ×4Vierfachplatin · (17 Wo.)IT | Erstveröffentlichung: 19. Mai 2017 feat. Gianni Morandi Verkäufe: + 150.000          |
| 2018 | Faccio quello che voglio – | IT4 ×2Doppelplatin · (17 Wo.)IT | Erstveröffentlichung: 13. Juli 2018 Verkäufe: + 100.000                              |
| 2019 | Senza pensieri –           | IT22 Platin · (16 Wo.)IT | Erstveröffentlichung: 10. Juli 2019 feat. Loredana Bertè & J-Ax Verkäufe: + 50.000   |
| 2021 | La mia felicità –          | IT74 Gold · (1 Wo.)IT | Erstveröffentlichung: 24. Juni 2021 feat. Eros Ramazzotti Verkäufe: + 35.000         |
| 2024 | Maranza Fomo               | IT66 Gold · (4 Wo.)IT | Erstveröffentlichung: 15. Mai 2024 Il Pagante feat. Fabio Rovazzi Verkäufe: + 50.000 |

Weitere Singles
- 2023: La discoteca italiana (mit Orietta Berti, IT: Gold)

## Filmografie
- 2018: Il vegetale

## Belege
1. 1 2 3 4  Santo Pirrotta: Fabio Rovazzi: “Altro che cantante e youtuber, sono un comico web”. In: TGcom24. Mediaset, 27. Juni 2016, abgerufen am 28. Juni 2016 (italienisch).
2. 1 2 3 4  Federico Ciapparoni: Fabio Rovazzi, talento, creatività e passione al servizio del web. In: The Twig Magazine. 8. Februar 2016, archiviert vom Original (nicht mehr online verfügbar) am 28. Juni 2016; abgerufen am 28. Juni 2016 (italienisch).  Info: Der Archivlink wurde automatisch eingesetzt und noch nicht geprüft. Bitte prüfe Original- und Archivlink gemäß Anleitung und entferne dann diesen Hinweis.
3. ↑  POVIA TRA LA GENTE #1. In: Facebook. 10. November 2014, abgerufen am 28. Juni 2016 (italienisch, erstes veröffentlichtes Video).
4. 1 2  Francesca C.: Fabio Rovazzi: Chi è lo youtuber che compare accanto a Fedez, Rocco Siffredi e J-Ax? In: Meltybuzz. Meltygroup, 1. Juni 2015, abgerufen am 28. Juni 2016 (italienisch).
5. ↑  Video auf YouTube
6. ↑  Video auf YouTube
7. ↑  Rovazzi ci riprova: esce oggi “Tutto Molto Interessante”. L’anteprima con Enrico Papi e Fabio De Luigi. Radio Deejay, 1. Dezember 2016, abgerufen am 4. Dezember 2016 (italienisch).
8. ↑  Archivio classifiche Top Digital. FIMI, abgerufen am 28. Juni 2016 (italienisch).
9. ↑  Certificazioni. FIMI, abgerufen am 27. Mai 2019 (italienisch).

| Personendaten    | Personendaten                                           |
| ---------------- | ------------------------------------------------------- |
| NAME             | Rovazzi, Fabio                                          |
| KURZBESCHREIBUNG | italienischer Sänger, Internet-Komiker und Schauspieler |
| GEBURTSDATUM     | 18. Januar 1994                                         |
| GEBURTSORT       | Mailand                                                 |